# Actos de venganza
Actos de venganza (en inglés: Acts of Vengeance; pronunciado //) es una película de suspenso y acción del 2017, dirigida por Isaac Florentine y protagonizada por Antonio Banderas, Karl Urban y Paz Vega.

## Argumento
La hija y la esposa del abogado Frank Valera (Antonio Banderas), son asesinadas poco después de un concurso de talentos y sus cuerpos son arrojados a un hoyo cerca de un patio de trenes. Después del funeral, Chuck (Robert Forster); suegro de Frank lo confronta y le dice que no le hable más. Frank visita la comisaría para hablar sobre los asesinatos, y el detective de la policía de Pittsburgh Bill Lustiger (Johnathon Schaech) le informa que la policía encontró una fibra de oro en la escena del crimen. Lustiger sospecha que los asesinos fueron perpetrados por la mafia rusa, que operan en la zona del crimen.

## Reparto
- Antonio Banderas como Frank Valera: abogado de Pittsburgh.
- Karl Urban como Hank Strode: oficial de policía de Pittsburgh.
- Paz Vega como Alma:
- Clint Dyer como el Sr. Shivers:
- Cristina Serafini como Susan Valera: esposa de Frank.
- Lillian Blankenship como Olivia Valera: hija de Frank y Susan.
- Robert Forster como Chuck: padre de Olivia y suegro de Frank.
- Jonathan Schaech como Bill Lustiger: detective del cuerpo de policía de Pittsburgh.
- Mark Rhino como oficial de policía.
- Atanas Srebrev como socio sénior.
- Raicho Vasilev como Timofei.
- Isaac Florentine como sensei de Karate.
- Tim Man como sensei de Jūjutsu.

## Recepción
El agregador de reseñas Rotten Tomatoes indica que la cinta tiene una aprobación de 55% basado en once reseñas con una clasificación promedio de 6,1/10. [cita requerida]
Por su parte, Metacritic le da un medio ponderado de 49/100 basado en cuatro críticas que lo califican como «promedio».[cita requerida]
Robert Abele escribiendo para los Angeles Times comenta: «[Es] una película de carne de tienda de conveniencia, es bastante risible, pero también está dirigida por Isaac Florentine e interpretada por Antonio Banderas con un aire de propósito irritante que se sincroniza bastante bien con sus emociones rápidas, baratas y estúpidas».
Frank Scheck escribe para The Hollywood Reporter: «Banderas demuestra ser más que capaz de interpretar al tipo fuerte y silencioso que recurre a la justicia por mano propia».
Dennis Harvey de la revista Variety aborreció la película diciendo: "La venganza por la muerte de familiares es un gancho habitual en las películas de acción de presupuesto medio, y esa fórmula difícilmente podría tener un reciclaje más superficial que en 'Actos de venganza'.».